# Xavier Labouze
Xavier Labouze, né le 29 novembre 1964, est un scientifique français. Actuellement maître de conférences de mathématiques à l'Université Paris-Saclay (anciennement Université Paris-Sud), il a été attaché scientifique à l'Ambassade de France en Turquie de 2006 à 2009. Il est l'auteur de plusieurs ouvrages et d'articles de vulgarisation.

## Biographie
Il est né le 29 novembre 1964 à Boulogne-Billancourt.
En 1978, il a tenu le rôle principal dans le film de Jacques Ertaud Ne pleure pas.
En 1988, il vécut au Cameroun dans la petite ville de brousse de Kaélé d'où il tire le nom de Kaélé.

## Publications

### Ouvrages de vulgarisation
- Sommes-nous tout seuls dans l'univers ? éditions Milan, 2000 (traduit en grec)  (ISBN 2-7459-0091-9)
- Pourquoi ? Opération Archimède, CNRS Éditions, 2005, ouvrage collectif primé par l’Académie des sciences morales et politiques  (ISBN 2-271-06307-8)
- Abécédaire de la Physique, CNRS Éditions, 2006, collectif issu du Centre de vulgarisation de la connaissance  (ISBN 2-271-06407-4)

### Veille scientifique
- BE Turquie, 11 numéros bimestriels de janvier 2007 à avril 2009, en collaboration avec l'ADIT et le Ministère des affaires étrangères (France)
- Des globules rouges artificiels, 8 septembre 2008[2]

## Filmographie
- 1978 : Ne pleure pas de Jacques Ertaud, avec Sylvain Joubert et Charles Vanel